# Salvadora
Salvadora, je|Azije]] (Indija) na zapad preko Arapskog poluotoka do Afrike

## Vrste
1. Salvadora alii Rajput & Syeda
2. Salvadora angustifolia Turrill
3. Salvadora australis Schweick.
4. Salvadora oleoides Decne.
5. Salvadora persica L.

## Sinonimi
- Pella Gaertn. in Fruct. Sem. Pl. 1: 143 (1788)